# 町触
町触（まちぶれ）は、江戸時代に町人に対して出された法令（触）。その内容は多岐にわたった。

## 概要
江戸の町に出される触は、「惣触（そうぶれ）」と「町触」の2つに分けられる。惣触は老中から出されるもので、全国に出された広域的なもの、または老中へ伺いの上で出されたもので、町触は町奉行が自己の権限で町中に発したものである。惣触には「書付」が出され、文面にも「御書付」と明記されている。市中に在住する神職・修験者・陰陽師たちは町奉行支配でないため、惣触は寺社奉行から伝達し、町触は町奉行から伝えるというように区別する必要があった。
町触は、「町奉行－町年寄－〔年番名主－町名主〕－月行事（家主）－町人」という順序で伝達された。触の文案が作成されると、町奉行は町年寄を召喚してその内容を伝える。町年寄は、名主や月行事を自分の役所に集めて触を伝える。そして名主・月行事は町内の家主に伝え、家主は店子に読み聞かせる、という形で全町内に伝えられた。この伝達方式が確立したのは明暦の大火の後の17世紀半ばから18世紀初頭の頃で、町奉行の支配地の拡大により各町の代表を町奉行所に集めて伝達する方法が困難になったことと、町奉行を頂点として町年寄や町名主を通して町方を支配する体制が整ったからである。町触の伝達は書面、または口頭で行われたが、口頭での場合も大抵は覚書を渡された。これを「口達書（こうたつしょ）」という。
町名主は町々への触の周知徹底を担当し、触を受けた名主は支配下の町ごとに連判証文を取り、町年寄の役所に納めていた。享保6年（1721年）からは、支配ごとに1冊にまとめるよう簡素化された。触の伝達方法は、寛文年間から江戸の町中を南北中の3つに分け、その小口の町々を窓口として順達したといわれる。この小口は日本橋辺の名主であったが、番組の成立後は一番組・二番組・四番組が小口になったという。番組は、日本橋を境にして、北を一番組・二番組、南を四番組とした。緊急時には、南北小口の年番名主が、それぞれ番組を順送りにして町触の伝達を行った。明治期の記録では、旧来は30通の触書を作成し、南北中の3口にふりわけ、町名順に各町の自身番屋へ送っていた。
町年寄は、町奉行から触を受け、名主を通して各町へ伝達するだけでなく、町年寄の責任で毎年定期的に同時期に同内容の町触を出していた。これを「定式町触（じょうしきまちぶれ）」と言う。
町触の中で、幕府が特に重要とするものは高札場に高札を出して掲示した。中でも、江戸の日本橋南詰・常盤橋門外・筋違橋門内・浅草橋門内・麹町半蔵門内・芝車町の6ヵ所は「大高札場」といい、キリシタン禁令、鉄砲打ちのこと、火付の密告、人足の駄賃に関するものなど、計7枚が常時掲げられていた。「大高札場」以外にも、江戸には「高札場」が35ヵ所あり、上水、橋梁、塵芥など、その場に見合う内容の町触が書かれていた。また口頭で伝えられた町触が忘れられるといけないというので、町々を仕切る木戸、自身番屋、路地口、名主宅前などに貼られることもあった。
また、寺社奉行から出される触を司った寺院を「触頭（ふれがしら）」と呼んだ。これは町奉行配下の町役人のような存在である。
町触をまとめた書物には正保5年（1648年）から宝暦5年（1755年）までの町触を収録した『正宝事録』（岡崎十左衛門編）や、正保5年から文久3年（1863年）までの町触を集めた『撰要永久録・御触書』（高野直孝編）などがある。